# 아이오닉 9

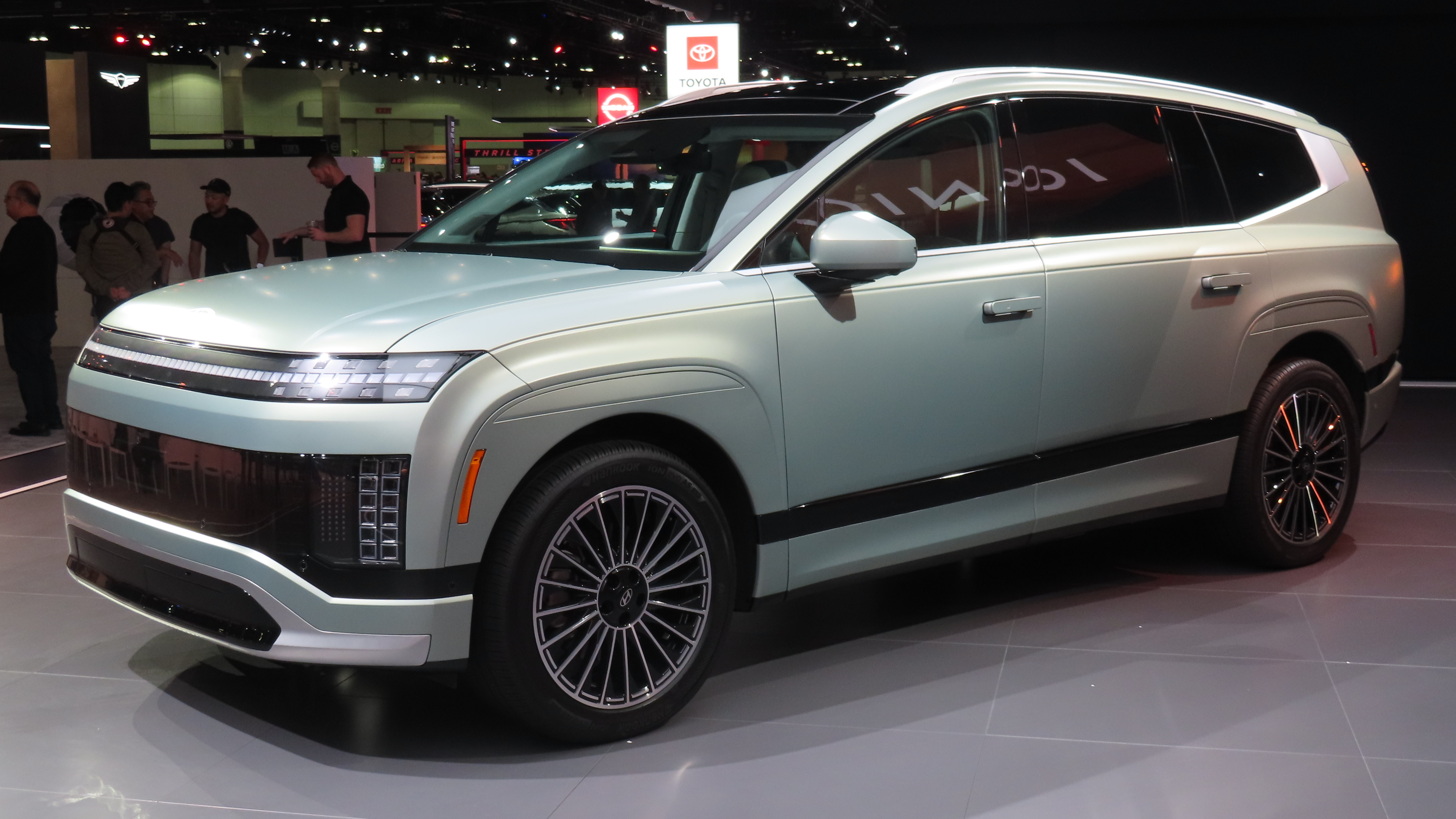

현대 아이오닉 9은 전기차 전용 플랫폼 E-GMP에 기반한 현대자동차의 3번째 전기차 모델이다. 현대자동차의 아산공장과 조지아주 현지공장(현대자동차그룹 메타플랜트 아메리카)에서 생산한다.

## 상세
2024년 10월 30일, 차량의 실루엣과 전면부 램프, 캐릭터 라인, 휠의 모습을 담은 티저 이미지가 공개됐다. 차명은 현대자동차의 전용 전기차 명명 체계에 따라 전용 전기차 라인업인 ‘아이오닉(IONIQ)’에 대형 차급을 의미하는 숫자 ‘9’을 결합해 만들어졌다.
2024년 11월 21일 미국 로스앤젤레스 골드스테인 하우스에서 아이오닉 9이 공개됐다. 물의 저항을 최소화하는 날렵한 외관과 넓고 아늑한 실내 공간을 함께 품고 있는 보트에서 영감을 받은 에어로스테틱 실루엣을 연출했으며, 전면부 램프에는 아이오닉의 핵심 디자인 요소인 파라메트릭 픽셀이 적용됐다. 측면부는 공기 흐름을 원활히 하기 위해 보트 테일 형상을 구현했으며, 19/21인치 공력 휠과 세계 최초로 전면 범퍼 하단에 듀얼 모션 액티브 에어 플랩을 탑재했다. 외장 색상은 셀라돈 그레이 메탈릭, 이오노스피어 그린 펄, 선셋 브라운 펄, 녹턴 그레이 메탈릭, 어비스 블랙 펄, 세레니티 화이트 펄, 바이오 필릭 블루 펄 등 7종의 유광 컬러와 셀라돈 그레이 매트, 녹턴 그레이 매트, 그래비티 골드 매트 등 3종의 무광 컬러까지 총 10가지로 운영된다.
실내는 전장 5,060mm, 축간거리 3,130mm, 전폭 1,980mm, 전고 1,790mm로 넓은 공간과 동급 최대 수준의 2, 3열 헤드룸 및 레그룸을 확보했다. 2열 후방 기준 수하물 용량은 908ℓ(VDA 기준)며, 프렁크 용량은 88 ℓ다. 시트는 재활용 플라스틱을 활용한 친환경 소재를 사용했고, 헤드라이너와 크래쉬 패드는 사탕수수와 옥수수 등에서 추출한 원료가 들어간 바이오 소재를 적용했다. 내장 색상은 블랙 원톤, 블랙-도브 그레이 투톤, 다크 틸-도브 그레이 투톤, 머드 그레이-크리미 베이지 투톤, 코냑 브라운-크리미 베이지 투톤 등 총 5가지로 운영된다.
아이오닉 9은 E-GMP를 기반으로 SK온의 110.3kWh 배터리를 탑재해 1회 충전 시 최대 500km 이상 주행이 가능하며, 다이나믹 토크 벡터링, 험로 주행 모드, 오토터레인 모드, ANC-R 등을 탑재했다. 또한 100W USB C타입 충전 시스템, V2L 기능, 아웃사이드 도어핸들 앰비언트 램프, 디지털 사이드 미러와 디지털 센터 미러, 카메라 클리닝 시스템, 프리텐셔너 3열 좌석 시트 벨트, 전기차 가상 주행 사운드 e-ASD, 보스 프리미엄 사운드 시스템, 빌트인 캠 2, 디지털 키 2 등을 탑재했다.
아이오닉 9은 2025년 초에 국내를 시작으로 미국, 유럽 등에 출시할 예정이다.
2025년 2월 3일 사전 계약이 시작됐다. 세계 최초로 전면 범퍼 하단에 듀얼 모션 액티브 에어 플랩(Active Air Flap)을 탑재해 공기저항 계수 0.259를 달성했다. (※ 19인치 휠 2WD, 디지털 사이드 미러 기준) 또 현대차 최초로 히든 안테나가 적용되어 외관이 더욱 깔끔해졌다.
FoD 상품으로 블루링크 스토어에서 원격 스마트 주차 보조 2, 다이내믹 웰컴/에스코트 라이팅 패턴 5종을 추가로 제공하는 라이팅 패턴, 클러스터와 인포테인먼트 디자인을 변경할 수 있는 디스플레이 테마, 가상의 변속감을 구현해 내연기관의 주행감성을 제공하는 가상기어변속 등을 추가로 구입할 수 있다.

세제 혜택 적용 판매 가격은 7인승 익스클루시브 6,715만원 / 프레스티지 7,315만원 / 캘리그래피 7,792만원이며, 6인승 익스클루시브 6,903만원 / 프레스티지 7,464만원 / 캘리그래피 7,941만원이다. (보조금 미적용)

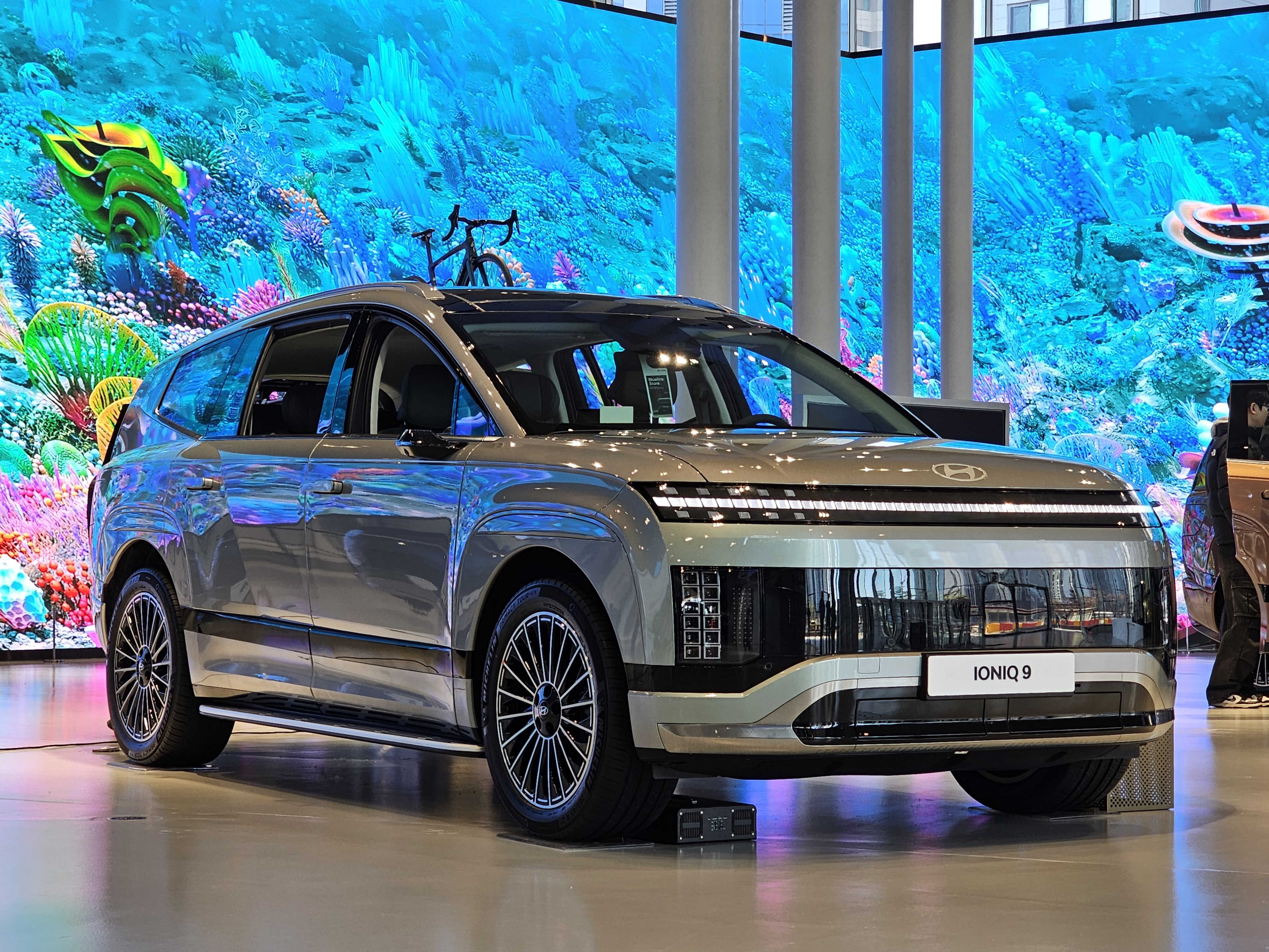
현대 아이오닉 9 전측면
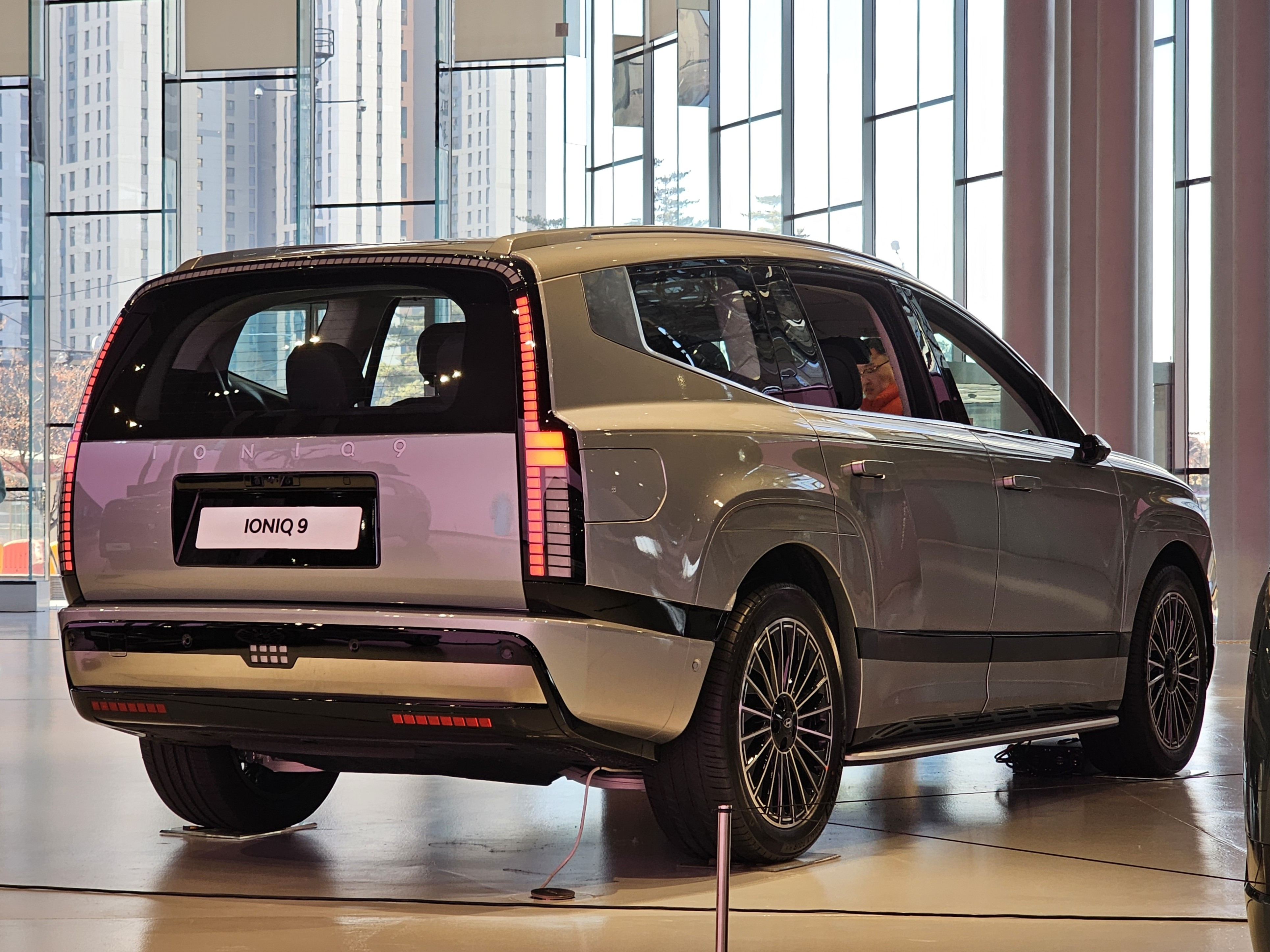
후측면
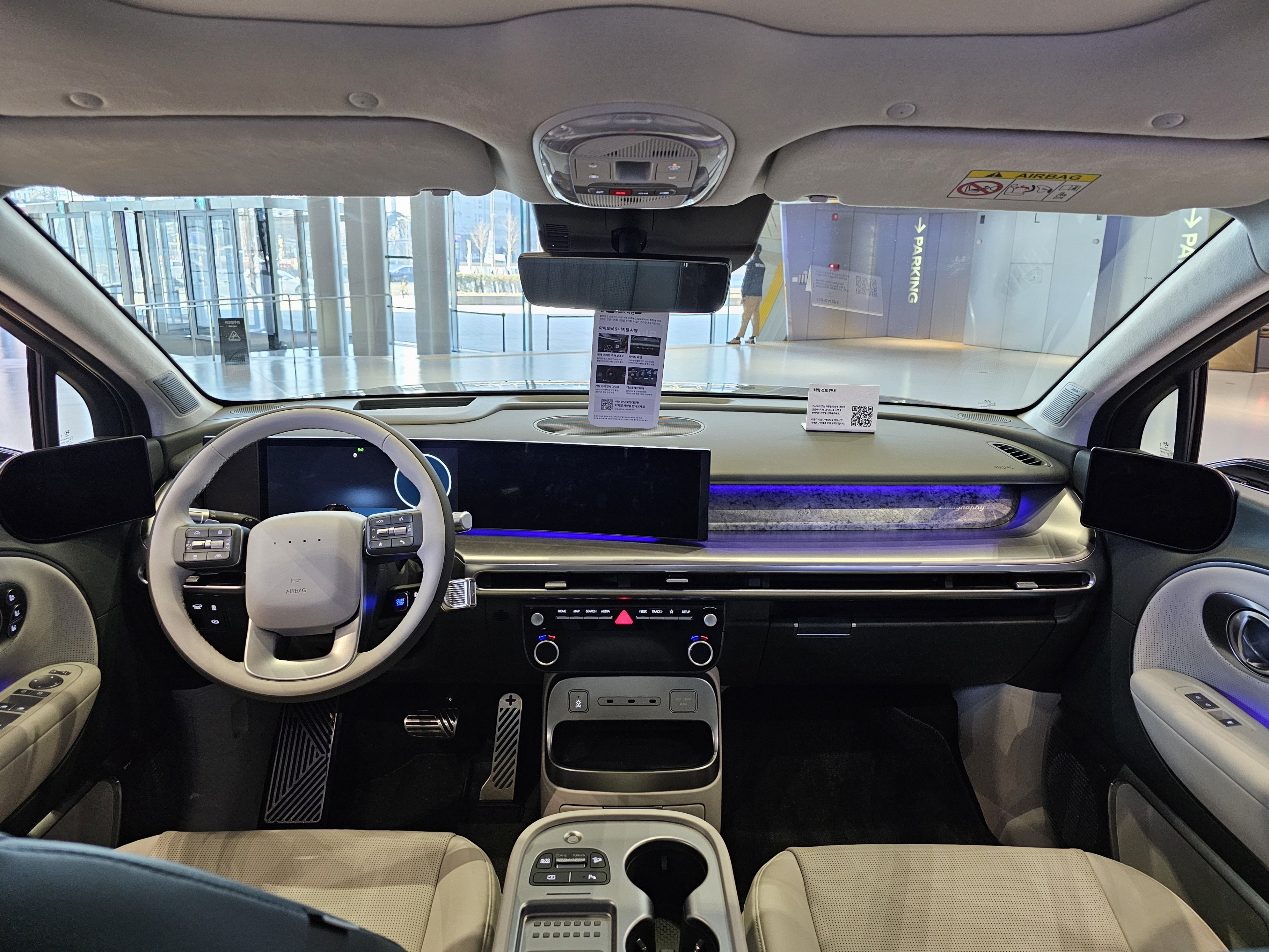
캘리그라피 실내

## 파생 모델

### 아이오닉 9 씨드볼 드론 스테이션
아이오닉 9 씨드볼 드론 스테이션은 아이오닉 9을 기반으로 훼손된 산림의 복원과 식재, 모니터링을 위해 제작된 특장차량이다. 차량에 황토와 씨앗을 혼합한 공 모양의 씨드볼을 투하할 수 있는 대형 씨드볼 드론 1대와 전용 이착륙 리프트가 탑재됐다. 또한 오프로드에 최적화된 주행 성능을 갖췄으며, 아이오닉 9의 후방 공간에 드론 운용 전용 PC와 듀얼 모니터 등을 갖춘 고정밀 통합 관제 시스템을 구축했다. 아이오닉 5와 아이오닉 9 드론 스테이션을 활용하여, 2022년 대형 산불로 큰 피해를 입은 울진군 일대에서 생태 복원 사업을 추진 중이다.

## 역대 슬로건
- built to belong (아이오닉9)
- 살아보세요 (아이오닉9)

## 같이 보기
- 현대자동차그룹
- 현대자동차
- 현대 세븐
- 전기차
- E-GMP